# 우볼 라타나
우볼라타나 라자칸야 공주(태국어: อุบลรัตนราชกัญญา, 1951년 4월 5일 ~ )는 태국의 왕실원으로, 푸미폰 아둔야뎃 전 국왕의 장녀이자 공주 그녀의 정식 명칭은 톤까몸잉 우볼라타나 라자칸야 시리왓타나 판나와디(태국어: ทูลกระหม่อมหญิงอุบลรัตนราชกัญญา สิริวัฒนาพรรณวดี)이다.
1972년 피터 라드 젠슨과 결혼하였고, 이로 인해 부친으로부터 공주 지위를 빼앗기기도 했으나, 1998년 법원으로부터 왕실 권한과 지위를 되찾기 위해 이혼했다. 따라서 "우볼 라타나 공주"로 불리지만, 전하라는 칭호는 없다. 이후 모국인 태국을 수차례 방문하다가, 2001년 완전히 태국에 정착했다. 이후로는 각종 행사를 열며 왕실원으로서의 업무를 다했다. 이 시절 각종 자선재단을 운영하며 주민들의 생활 개선을 위해 헌신했다.
총선을 앞둔 2019년 2월, 탁신 친나왓계 정당인 태국 국가구조당의 총리 후보로 도전할 것을 선언했다. 이는 사상 전례 없는 일로 전 세계적인 충격을 주었으며, 남동생이자 현직 국왕인 마하 와치랄롱꼰은 이에 부적절·반헌법적이라며 조치를 취했다. 마침내 선관위가 라타나의 총리 출마 자격에 "부적격" 판단을 내림에 따라, 결국 없었던 일이 되었다.

## 가족 관계

### 조부모와 부모
- 조부 : 마히돌아룰야뎃상왕
- 조모 : 스리나카린트라상왕후
- 부친 : 태국 라마 9세국왕
- 모친 : 시리낏왕태후

### 남동생
1. 태국 라마 10세국왕

### 여동생
1. 시린털왕녀
2. 스리사왕카왓공여 주라펄와라이락공주

### 부군
1. 피터 젠센 – 이혼

### 자녀
- 장녀 : 프러이파이린 젠센숙녀 (1981년 ~ )
- 장남 : 품 젠센중위 (1983년 ~ 2004년)
- 차녀 : 시리끼띠야 젠센숙녀 (1985년 ~ )